# Mýthimna
Le district municipal de Mýthimna (en grec moderne : Δημοτική ενότητα Μυθήμνης, avant 2010 Δήμος Μυθήμνης / Dímos Mythímnis ou simplement Μύθημνα / Mýthimna) est une subdivision du dème de Kissamos, dans le district régional de La Canée, en Crète, en Grèce. Il correspond à une ancienne municipalité ayant existé entre 1999 et 2010, avant sa fusion avec ses voisines dans le cadre du réforme du gouvernement local de 2011.
Il est situé au nord et à l'ouest de la préfecture de La Canée et son siège est le village de Drapaniás. Selon le recensement de 2001 l'ancien dème avait un total de 2 914 habitants et une superficie de 55 268 hectares. 
Il a été baptisé du nom de la cité antique de Méthymne (en) dont le site n'est pas identifié.